# Macrogomphus quadratus
Macrogomphus quadratus – gatunek ważki z rodziny gadziogłówkowatych (Gomphidae).